# Курипчино
Курипчино (укр. Куріпчине) — село в Первомайском районе Николаевской области Украины.
Население по переписи 2001 года составляло 127 человек. Почтовый индекс — 55223. Телефонный код — 5161.

## Местный совет
55223, Николаевская обл., Первомайский р-н, с. Мигия, ул. Первомайская, 50